# Controvérsia de Rind et al.
O Relatório Rind é um estudo publicado em 1998 no Psychological Bulletin da Associação Americana de Psicologia pelos psicólogos Bruce Rind, Philip Tromovitch e Robert Bauserman, com o título em inglês A meta-analytic examination of assumed properties of childsexual abuse using college samples [Metanálise das consequências do abuso sexual infantil, a partir de casos não clínicos]. O objetivo do estudo é descobrir, considerando as crenças básicas da sociedade sobre as alegadas consequências negativas da atividade sexual sobre as crianças, se as amostras analisadas foram realmente danificadas por essa experiência. Os autores apresentam como resultado da investigação que 70% dos entrevistados consideram que as suas experiências sexuais com adultos durante a sua infância ou adolescência foram positivas ou não tiveram consequências.
O estudo foi alvo de uma grande controvérsia nos Estados Unidos, a partir das críticas de alguns conservadores sociais e fundamentalistas religiosos, e também de alguns psiquiatras e psicoterapeutas. O Congresso dos Estados Unidos expressou a sua preocupação sobre as consequências que poderia ter a publicação dos resultados do estudo sobre os paradigmas oficiais a respeito da pedofilia e em 12 de julho de 1999 denunciou-o e condenou-o em forma quase unânime. A condenação de um estudo científico pelo congresso foi, no momento, um fato sem precedentes.

## Controvérsia
No verão de 1999, o artigo foi descoberto pela National Association for Research and Treatment of Homosexuality (NARTH), uma organização conservadora que acredita que a homossexualidade é um transtorno que pode ser curado. NARTH publicou no seu sítio web um artigo onde condenava o estudo de Rind. Como resultado, duas publicações conservadoras cristãs descobriram e também condenaram o estudo, e este acabou chamando a atenção da locutora de rádio Laura Schlessinger. Schlessinger, que considera a homossexualidade como sendo "antinatural", atacou o estudo no seu popular programa de rádio The Dr. Laura show, no seu sítio web e na sua coluna de jornal, referindo-se a ele como "ciência porcaria".
Depois disso, a North American Man/Boy Love Association (NAMBLA), um grupo que defende a aceitação social da pedofilia, publicou no seu sítio web um artigo sobre o estudo, titulado “Boas notícias sobre o amor Homem/Garoto” . No seu artigo, NAMBLA falava favoravelmente das conclusões do estudo e afirmava que “a análise [de Rind] demonstra que a guerra atual contra os boylovers não tem nenhuma base científica”. Pouco tempo depois, outras organizações, como o Family Research Council, um grupo conservador de pressão que diz defender as famílias americanas, se juntaram à cruzada de Laura Schlessinger. Schlessinger, junto com NARTH e o Family Research Council, exerceram pressão política sobre o Congresso para que condenasse o estudo.  Finalmente, os ataques acabaram por chegar ao Capitólio. Vários deputados conservadores, especialmente os republicanos Matt Salmon por Arizona e Tom DeLay por Texas, que condenaram o estudo, começaram a fazer agitação para que o Congresso tomasse medidas formais contra a APA. Durante o processo, DeLay confundiu a APA com a Associação Americana de Psiquiatria (APA, pela sigla em inglês) no seu sítio web, um erro que também cometeu Laura Schlessinger em suas declarações públicas.
Sob ameaça de ser censurada pelo Congresso, a APA reagiu publicamente à controvérsia distanciando-se do estudo numa declaração na qual dizia que algumas das conclusões dos autores eram “incompatíveis com as posturas da APA” . No entanto, um memorando interno revelava que a APA havia apoiado anteriormente o artigo, ao dizer que as suas conclusões eram “compatíveis com, e, de fato, baseados em, os 59 estudos prévios” .  Ela concordava com Rind e sua equipa que alguns sujeitos acham “positivas” as suas experiências sexuais com adultos durante a infância ou a adolescência, que isto podia refletir um “defeito” provocado por definições demasiado vagas de abuso sexual, e que os garotos reagem de forma mais positiva do que as garotas.  Além disso, a APA achava que a metodologia do estudo era fiável: “Este estudo tem superado o rigoroso processo de revisão por pares da revista e, após a controvérsia, tem sido revisado novamente por um especialista em análise estatística que afirmou que cumpre as normas vigentes e que a metodologia, que é amplamente utilizada pelos Institutos Nacionais da Saúde (NIH) para elaborar diretrizes, é fiável”. A APA concluía que “a ciência tem sido deturpada em favor da política e da publicidade sensacionalista”.
No entanto, o Congresso, Laura Schlessinger e outros continuaram pressionando a APA para que condenasse o trabalho e esta acabou capitulando. Finalmente, a APA reagiu às pressões escrevendo uma carta ao deputado Tom DeLay na qual dizia que “claramente, o artigo inclui opiniões dos autores que são incompatíveis com o declarado pela APA e com suas posturas firmemente enraizadas sobre as questões relativas ao bem-estar e a proteção das crianças”, e prometia que o trabalho de Rind seria revisado novamente pela Associação Americana para o Avanço da Ciência. A Associação também prometeu levar em conta se futuros artigos estariam no interesse da ordem pública antes de publicá-los. A Câmara, de acordo com isso, aprovou por 355 votos a favor, nenhum contra e 13 abstenções (todas elas de membros do Partido Democrata) uma resolução  que condenava o estudo, mas não a APA. A condenação de um estudo científico por parte do Congresso foi, naquele momento, um fato sem precedentes . O deputado Brian Baird, doutor em psicologia clínica e um dos 13 congressistas que se abstiveram de condenar o estudo, declarou que dos 535 membros da Câmara e do Senado menos de 10 haviam realmente lido o estudo, e ainda menos estavam qualificados para evaluá-lo com base em seus méritos.
Numa carta à APA, doze presidentes anteriores e atuais da Society for the Scientific Study of Sexuality protestaram energicamente pela reação da APA ante a controvérsia, dizendo que ela “atenta contra toda pesquisa desse tipo” e que para poder solucionar problemas sociais importantes, a procura de dados corretos deve ser protegida de considerações e pressões políticas. A respeitada investigadora do campo da sexologia Leonore Tiefer também enviou uma carta à APA na qual chamava a sua postura de “desprezível” e descrevia o trabalho de Rind como “lúcido e exaustivo”.
A Coalizão Nacional Contra a Censura emitiu uma declaração sobre o assunto na qual dizia: “A APA, para seu descrédito, não reagiu para defender a integridade do processo científico pelo qual uma investigação é revisada por pares, publicada, debatida e criticada, mas ‘decidiu  evaluar os artigos científicos que publica à luz das suas potenciais implicações sociais, legais e políticas’. A APA diz que isso não é censura, mas de que outra forma o podemos chamar?”.
Da mesma maneira, a Associação Americana para o Avanço da Ciência recusou-se a revisar o estudo, e escreveu: Não vemos nenhuma razão para questionar o processo de revisão por pares seguido pela revista da APA na sua decisão de publicar [o artigo] (…) não vimos nenhuma prova clara de aplicação imprópria da metodologia ou outras práticas questionáveis por parte dos autores do artigo. (...) O Comitê também deseja expressar a sua grande preocupação com a politização do debate acerca dos métodos e conclusões do artigo. (…) Todos os cidadãos, especialmente aqueles que ocupam cargos de confiança pública, têm a responsabilidade de ser cautelosos com os dados que proporcionam nas suas declarações públicas. Não vemos o menor indício disso por parte daqueles que têm mais a dizer neste assunto, comportamento que o Comitê acha muito preocupante.
No outono de 1999, na reunião anual conjunta da Society for the Scientific Study of Sexuality e a American Association of Sex Educators, Counselors, and Therapists, Philip Tromovitch, um dos autores do estudo, apresentou o relato detalhado da controvérsia e as suas reações
Dois anos depois, o psicólogo da Universidade Emory Scott Lilienfeld, abertamente crítico com a pseudociência e as terapias prejudiciais ou ineficazes, apresentou um artigo à revista da APA American Psychologist no qual defendia o estudo de Rind e criticava a APA por “ceder à pressão política”. O seu artigo foi revisado e aceitado para publicação.  No entanto, quatro meses depois o editor da APA mudou de idéia, exigindo a Lilienfeld eliminar as referências à controvérsia de Rind e o conteúdo crítico com a APA e com membros do Congresso que a APA tentou aplacar.  Lilienfeld acusou a direção da APA de censura e informou seus colegas numa lista de correio que foi muito lida. O vendaval de protestos que se desencadeou obrigou finalmente a APA a publicar o artigo, num número especial que tratava do assunto de Rind e do caso de Lilienfeld.